# Rocca de’ Giorgi
Rocca de’ Giorgi (lombardul: Roca di Giorgi) település Olaszországban, Lombardia régióban, Pavia megyében. Lakosainak száma 49 fő (2023. január 1.). Rocca de’ Giorgi Montalto Pavese, Montecalvo Versiggia és Colli Verdi községekkel határos.

## Népesség
A település lakossága az elmúlt években az alábbi módon változott:
| Lakosok száma | 80   | 89   | 49   |
|               | 2017 | 2018 | 2023 |